# Whopper

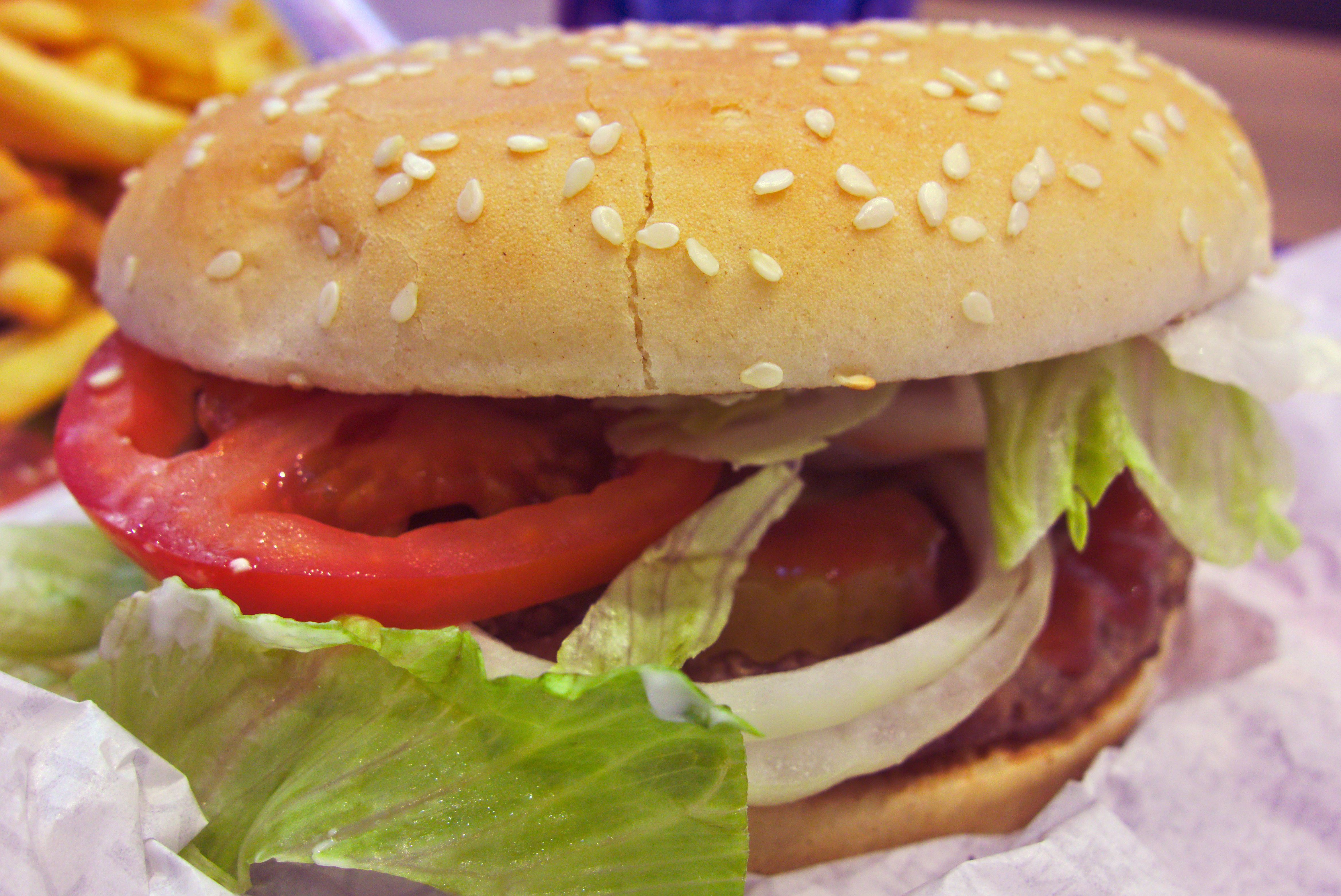
Whopper

Whopper je název hamburgeru, hlavního produktu řetězce restaurací rychlého občerstvení Burger King.
Původní Whopper obsahuje grilované čtvrtlibrové (113,4 g) hovězí maso, žemli se sezamovým semínkem, majonézu, hlávkový salát, rajče, okurky, kečup a nahrubo krájenou cibuli. Volitelnými ingrediencemi může být americký sýr, slanina, hořčice nebo papričky jalapeño.
Whopper vytvořil v roce 1957 zakladatel firmy Burger King James McLamore a prodával jej po 37 centech.